# Macrothemis lauriana
Macrothemis lauriana là loài chuồn chuồn trong họ Libellulidae. Loài này được Ris mô tả khoa học đầu tiên năm 1913.